# Wereldkampioenschappen jiujitsu 2002
De Wereldkampioenschappen jiujitsu 2002 waren door de Ju-Jitsu International Federation (JJIF) georganiseerde kampioenschappen voor jiujitsuka's. De vijfde editie van de wereldkampioenschappen vond plaats van 23 tot 24 november 2002 in het Uruguayaanse Punta del Este.

## Uitslagen

### Heren
| Gewichtsklasse | Goud               | Zilver           | Brons            | Brons                  |
| -------------- | ------------------ | ---------------- | ---------------- | ---------------------- |
| –62 kg         | Javier García      | André Hötzel     | Alireza Davoudi  | John Zwalve            |
| –69 kg         | Cyrille Jouffroy   | Wolfgang Heindel | Christian Mattle | Michał Adamczyk        |
| –77 kg         | Gregory Vallarino  | Thomas Kager     | Marek Krajewski  | Didier Cézar           |
| –85 kg         | Matthijs Wilhelmus | Carsten Ettrup   | Ricard Carneborn | Alexandros Kitsopoulos |
| –94 kg         | Fernando Segovia   | Grzegorz Zimoląg | Uwe Steinmetz    | Vincent Parisi         |
| +94 kg         | Marcelo Figueiredo | Frédéric Husson  | Paweł Malowaniec | Remco Pardoel          |

### Dames
| Gewichtsklasse | Goud            | Zilver        | Brons            | Brons               |
| -------------- | --------------- | ------------- | ---------------- | ------------------- |
| –55 kg         | Annabelle Reydy | Irene Figoli  | Iris Zahn        | Pernilla Gunnarsson |
| –62 kg         | Isabelle Bacon  | Bianca Blöchl | Nadia Bertrand   | Diana Gascó         |
| –70 kg         | Nicole Sydbøge  | Anna Dimberg  | Sonja Kinz       | Corinne Sarcy       |
| +70 kg         | Sabine Felser   | Jennie Brolin | Joanna Poradzisz | Mélanie Lavis       |

### Duo's
| Categorie | Goud                            | Zilver                           | Brons                                     | Brons                                |
| --------- | ------------------------------- | -------------------------------- | ----------------------------------------- | ------------------------------------ |
| Heren     | Laurent Beard Julien Hellouin   | Ian Jensen Per Jensen            | Marco Limacher Phillip Zigraggen          | Tom Jacobs Wim Kersemans             |
| Dames     | Silvia Alvarez Nuray Batman     | Nadin Altmüller Stefanie Satory  | Sandy Van Landeghem Vanessa Van de Vijver | Laetitia Deloris Géraldine Dejardin  |
| Gemengd   | Pascal Trehiou Patricia Floquet | Barry van Bommel Angelique Poort | Mathias Huber Corinna Endele              | Miguel Ángel Benítez Isabel Talavera |

1994 ·
1996 ·
1998 ·
2000 ·
2002 ·
2004 ·
2006 ·
2008 ·
2010 ·
2011 ·
2012 ·
2014 ·
2015 ·
2016 ·
2017 ·
2018 ·
2019 ·
2021 ·
2022